# Глоду (Сучава)
Глоду (рум. Glodu) насеље је у Румунији у округу Сучава у општини Паначи. Oпштина се налази на надморској висини од 1037 m.

## Становништво
Према подацима из 2002. године у насељу је живело 318 становника, од којих су сви румунске националности.